# 뮤직 클라우드
《뮤직 클라우드》는 2025년 3월 28일부터 KNN 파워FM(부산 99.9MHz, 부산 기장·정관 96.3MHz, 창원 102.5MHz, 진주 105.5MHz, 거창 106.7MHz)을 통해 매일 저녁 6시부터 8시까지 방송중인 라디오 프로그램이다.

## 코너
- 신곡을 찾아서
- 가요 중심, 음악에 얽힌 추억찾기
- 팝 중심, 음악과 사연
- 음악을 통한 세계여행

## 같이 보기
- KNN 파워FM